# Jerry Spinelli
Jerry Spinelli (ur. 1 lutego 1941 w Norristown w stanie Pensylwania) – amerykański pisarz, twórca literatury dziecięcej i młodzieżowej.
Ukończył studia licencjackie na Gettysburg College i magisterskie na Johns Hopkins University. Otrzymał nagrody literackie: Rebecca Caudill Young Reader's Book Award, Mark Twain Readers Award, Boston Globe – Horn Book Award, Golden Kite Award, Dorothy Canfield Fisher Children's Book Award, Young Reader's Choice Award, Newbery Medal (za powieść Maniac Magee), California Young Reader Medal (za powieść There's a Girl in My Hammerlock), dwukrotnie Massachusetts Children's Book Award i Indian Paintbrush Book Award (za powieści Maniac Magee i Kraksa) oraz także dwukrotnie Young Reader's Choice Award (za powieści Maniac Magee i Loser). Jego książka Maniac Magee doczekała się również adaptacji filmowej.
W 1977 poślubił pisarkę Eileen Mesi. Para ma sześcioro dzieci i szesnaścioro wnucząt.

## Dzieła

### Powieści
Seria Space Station Seventh Grade
1. Space Station Seventh Grade (1982)
2. Jason and Marceline (1986)

- Who Put That Hair in My Toothbrush? (1984)
- Night of the Whale (1985)
- Dump Days (1988)
- Maniac Magee (1990)
- The Bathwater Gang (1990)
- There's a Girl in My Hammerlock (1991)
- Book Cooks (1991)
- The Bathwater Gang Gets Down to Business (1992)
- Who Ran My Underwear Up the Flagpole? (1992)
- Report to the Principal's Office (1992)
- Do the Funky Pickle (1992)
- Picklemania (1993)
- Tooter Pepperday (1995)
- Crash (1996) (wyd. pol. Kraksa 2005)
- Wringer (1997)
- In My Own Words (1997)
- The Library Card (1997)
- Blue Ribbon Blues (1998)

Seria Stargirl
1. Stargirl (2000) (wyd. pol. Gwiazda 2004)
2. Love, Stargirl (2007)

- Loser (2002)
- The Mighty Crashman (2002)
- Milkweed (2003)
- Eggs (2007)
- Smiles to Go (2008)
- Jake and Lily (2012)

Seria Fourth Grade Rats
1. Third Grade Angels (2012)
2. Fourth Grade Rats (1991)

### Autobiografia
- Knots in My Yo-Yo String (1998)

### Literatura faktu
- Stargirl Journal (2007)
- Today I Will (2009, wraz z Eileen Spinelli)

### Ilustrowane książki dla dzieci
- My Daddy and Me (2003)
- I Can Be Anything! (2010)
- I Can Be Everything (2010, wraz z Jimmym Liao)

## Zbiór opowiadań
It's Fine to Be Nine (2000, wraz z 5 innymi autorami)